# Rupert Thomson
Pour les articles homonymes, voir Thomson.
Rupert Thomson, né le 5 novembre 1955  à Eastbourne, est un écrivain britannique.

## Œuvres

### Romans
- Dreams of Leaving, 1987
- The Five Gates of Hell, 1991

- traduit en français sous le titre Les Cinq Portes de l’enfer par Jacqueline Lahana, Paris, Éditions Stock, coll. « Nouveau Cabinet Cosmopolite », 1993, 463 p.  (ISBN 2-234-02525-7)
- Air and Fire, 1993

- traduit en français sous le titre L’Église de Monsieur Eiffel par Jacqueline Lahana, Paris, Éditions Stock, coll. « Nouveau Cabinet Cosmopolite », 1994, 293 p.  (ISBN 2-234-04311-5)
- The Insult, 1996

- traduit en français sous le titre Le Traumatisme par Bernard Turle, Paris, Éditions Stock, coll. « Nouveau Cabinet Cosmopolite », 1998, 510 p.  (ISBN 2-234-04774-9)
- Bloomsbury, 1998

- traduit en français sous le titre Soft par Bernard Turle, Paris, Éditions Stock, coll. « La Cosmopolite », 1999, 427 p.  (ISBN 2-234-05162-2)
- The Book of Revelation, 1999

- traduit en français sous le titre Rupture par Bernard Turle, Paris, Éditions Stock, coll. « La Cosmopolite », 2001, 312 p.  (ISBN 2-234-05391-9)
- Divided Kingdom, 2005
- Death of a Murderer, 2007

- traduit en français sous le titre Mort d’une tueuse par Bernard Turle, Paris, Éditions Philippe Rey, 2007, 270 p.  (ISBN 978-2-84876-106-0)
- Secrecy, 2013 (sur Gaetano Giulio Zumbo)
- Katherine Carlyle, 2015

- traduit en français sous le titre La Fille du froid par Sophie Aslanides, Paris, Éditions Denoël, coll. « Denoël & d'ailleurs », 2016, 340 p.  (ISBN 978-2-207-12464-2)
- 2018 – Never Anyone but You, 2019
- traduit en français sous le titre Jamais d'autre que toi par Christine LE BOEUF  (ISBN 978-2-330-12860-9)
- 2020 – NVK (as Temple Drake)
- 2021 – Barcelona Dreaming
- 2023 - Dartmouth Park

### Mémoires
- This Party’s Got to Stop, 2010

## Adaptation cinématographique
- The Book of Revelation, d’Ana Kokkinos, 2006